# Allowissadula
Allowissadula es un género con once especies de fanerógamas perteneciente a la familia Malvaceae. Es originario de México. 
Fue descrito por David Martin Bates  y publicado en Gentes Herbarum; occasional papers on the kind of plants  11(5): 347, en el año 1978. 
La especie tipo es Allowissadula lozanii (Rose) D.M.Bates.

## Especies
| - Allowissadula chiangii - Allowissadula floribunda - Allowissadula glandulosa - Allowissadula holosericea - Allowissadula lozanii - Allowissadula microcalyx | - Allowissadula moorei - Allowissadula pringlei - Allowissadula racemosa - Allowissadula rosei - Allowissadula sessei |